# Équipe de France féminine de basket-ball en 2000
En cette année 2000, l'équipe de France joue les Jeux olympiques de 2000 d'Athènes.

## Les matches
| Date   | Lieu              | Adversaire   | Score     | Compétition | Meilleures marqueuse (France) |
| ------ | ----------------- | ------------ | --------- | ----------- | ----------------------------- |
|        |                   | Croatie      | V 78 - 52 | A           |                               |
|        |                   | Lituanie     | V 87 - 48 | A           |                               |
|        |                   | Portugal     | V 67 - 38 | A           |                               |
|        |                   | Cuba         | V 78 - 58 | A           |                               |
|        |                   | Italie       | V 77 - 54 | A           |                               |
|        |                   | Italie       | V 76 - 34 | A           |                               |
|        |                   | Lituanie     | V 85 - 40 | A           |                               |
|        |                   | Roumanie     | V 94 - 41 | A           |                               |
|        |                   | Cuba         | V 77 - 62 | A           |                               |
|        |                   | Slovaquie    | V 54 - 34 | A           |                               |
|        |                   | Slovaquie    | V 54 - 60 | A           |                               |
|        |                   | Cuba         | V 74 - 58 | A           |                               |
|        |                   | Brésil       | V 65 - 57 | A           |                               |
|        |                   | Pologne      | V 74 - 54 | A           |                               |
|        |                   | Slovaquie    | V 67 - 49 | A           |                               |
|        |                   | Pologne      | V 65 - 52 | A           |                               |
|        |                   | Australie    | V 57 - 56 | A           |                               |
|        |                   | Australie    | V 52 - 51 | A           |                               |
|        |                   | Pologne      | V 51 - 45 | A           |                               |
|        |                   | Brésil       | V 75 - 45 | A           |                               |
|        |                   | États-Unis   | D 75 - 59 | A           |                               |
|        |                   | Australie    | D 59 - 47 | A           |                               |
|        |                   | Canada       | V 71 - 49 | A           |                               |
| Sydney | 16 septembre 2000 | Sénégal      | V 75 - 39 | JO          |                               |
| Sydney | 18 septembre 2000 | Slovaquie    | V 58 - 51 | JO          |                               |
| Sydney | 20 septembre 2000 | Canada       | V 70 - 58 | JO          |                               |
| Sydney | 22 septembre 2000 | Brésil       | V 73 - 70 | JO          |                               |
| Sydney | 24 septembre 2000 | Australie    | D 69 - 62 | JO          |                               |
| Sydney | 27 septembre 2000 | Corée du Sud | D 68 - 59 | JO          |                               |
| Sydney | 28 septembre 2000 | Russie       | V 71 - 59 | JO          |                               |

D : défaite, V : victoire, AP : après prolongation
A : match amical, JO : Jeux olympiques de 2000

## L'équipe
- Sélectionneur : Alain Jardel
- Assistants :  Ivano Ballarini, Jacques Commères

| Poste           | Joueuse                         | Nombre matchs | Nombre points | Club(s)         |
| --------------- | ------------------------------- | ------------- | ------------- | --------------- |
| Intérieure      | Nicole Antibe                   |               |               | Waïti Bordeaux  |
| Intérieure      | Isabelle Fijalkowski-Tournebize |               |               | Valenciennes    |
| Meneuse         | Edwige Lawson-Wade              |               |               | Aix-en-Provence |
| Ailière         | Sandra Le Drean                 |               |               | Valenciennes    |
| Intérieure      | Nathalie Lesdema                |               |               | Valenciennes    |
| Arrière         | Cathy Melain                    |               |               | CJMBB Bourges   |
| Intérieure      | Laetitia Moussard               |               |               | Montpellier     |
| Arrière-meneuse | Audrey Sauret-Gillespie         |               |               | Valenciennes    |
| Meneuse         | Laure Savasta                   |               |               | Tarbes          |
| Meneuse         | Yannick Souvre-Vacheron         |               |               | CJMBB Bourges   |
| Intérieure      | Dominique Tonnerre              |               |               | Tarbes          |
| Intérieure      | Stéphanie Vivenot               |               |               |                 |